# Ronda eliminatoria de la Clasificación de Concacaf para la Copa Mundial de Fútbol de 2002
La Ronda eliminatoria de la Clasificación de Concacaf para la Copa Mundial de Fútbol de 2002 contó con la participación de seis selecciones de CONCACAF, una de América del Norte, dos de América Central y tres del Caribe, los cuales fueron emparejados en tres cruces de eliminación directa a visita recíproca.
El ganador de cada ser clasifica a la segunda ronda.

## Partidos
| Equipo 1          | Agr. | Equipo 2  | Ida | Vuelta |
| ----------------- | ---- | --------- | --- | ------ |
| Cuba              | 0-1  | Canadá    | 0–1 | 0–0    |
| Antigua y Barbuda | 1–9  | Guatemala | 0–1 | 1–8    |
| Honduras          | 7–1  | Haití     | 4–0 | 3–1    |

### Ida
| 4 de junio de 2000 | Cuba | 0 - 1   | Canadá     | Estadio Pedro Marrero, La Habana, Cuba             |                                                    |
|                    |      | Reporte | de Vos 39' | Asistencia: 6000 espectadores Árbitro(s): Carranza | Asistencia: 6000 espectadores Árbitro(s): Carranza |

| 11 de junio de 2000 | Antigua y Barbuda | 0 - 1   | Guatemala   | Antigua Recreation Ground, Saint John, Antigua y Barbuda |                                                 |
|                     |                   | Reporte | Ramírez 32' | Asistencia: 4000 espectadores Árbitro(s): Stott          | Asistencia: 4000 espectadores Árbitro(s): Stott |

| 3 de junio de 2000 | Honduras                                            | 4 - 0   | Haití | Estadio Francisco Morazán, San Pedro Sula, Honduras |                                                    |
|                    | Núñez 31' · F.Pavón 40' · Pavón 77' · Caballero 87' | Reporte |       | Asistencia: 22 000 espectadores Árbitro(s): Robles  | Asistencia: 22 000 espectadores Árbitro(s): Robles |

### Vuelta
| 11 de junio de 2000 | Canadá | 0 - 0   | Cuba | Winnipeg Soccer Complex, Winnipeg, Canadá           |                                                     |
|                     |        | Reporte |      | Asistencia: 9000 espectadores Árbitro(s): Rodríguez | Asistencia: 9000 espectadores Árbitro(s): Rodríguez |

| 18 de junio de 2000 | Guatemala                                                                            | 8 - 1   | Antigua y Barbuda | Estadio Mateo Flores, Guatemala City, Guatemala  |                                                  |
|                     | Valencia 19' · Ruiz 31' · Ramírez 33' · Plata 37', 80' · Funes 72' · García 83', 88' | Reporte | Bleau 60'         | Asistencia: 4500 espectadores Árbitro(s): Rangel | Asistencia: 4500 espectadores Árbitro(s): Rangel |

| 17 de junio de 2000 | Haití      | 1 - 3   | Honduras                            | Stade Sylvio Cator, Port-au-Prince, Haití      |                                                |
|                     | Pierre 51' | Reporte | Caballero 7' · Núñez 50' · León 87' | Asistencia: 4000 espectadores Árbitro(s): Hall | Asistencia: 4000 espectadores Árbitro(s): Hall |